# Kadoor, Kushtagi
Kadoor là một làng thuộc tehsil Kushtagi, huyện Koppal, bang Karnataka, Ấn Độ.